# Vexi Salmi
Veikko Olavi ”Vexi” Salmi, född 21 september 1942 i Tavastehus, död 8 september 2020 i Helsingfors, var en finländsk sångtextförfattare. 
Den rimsäkre Salmi ses idag som Reino Helismaas mantelbärare inom den finländska populärmusiken. Han kom i rampljuset 1965 som textförfattare till Irwin Goodmans myndighetsraljerande och allmänt gycklande repertoar. Salmi skrev under sin karriär sångtexter för hela det finländska artistgardet inom den lätta genren; bland andra Katri Helena, Reijo Taipale, Fredi och Kirka samt till yngre stjärnor som Jari Sillanpää och Arja Koriseva. Av totalt omkring 8 000 texter är omkring 3 200 inspelade. Vid sidan av textförfattandet var han bland annat verksam som skivproducent vid Musiikki-Fazer 1970–1977, drev egen skivproduktion samt skrev reportage, memoarer, bland annat om Irwin Goodman (Siniset mokkakengät, Mikä laulaen tulee), dikter och barnböcker, tv- och radioprogram. Salmi blev också känd som konstsamlare; hans betydande samling av främst finländsk nutidskonst ställdes hösten 2005 ut i Tavastehus konstmuseum.

### Uppslagsverk
- Salmi, Vexi i Uppslagsverket Finland (webbupplaga, 2012). CC-BY-SA 4.0